# Thomas Moncreiffe (7e baronnet)
Thomas Moncreiffe, 7e baronnet (9 janvier 1822 - 16 août 1879) est un joueur de cricket écossais de première classe et un officier de l'armée britannique.

## Biographie
Fils de David Moncreiffe et de sa femme, Helen Mackay, il est né à Moncreiffe House dans le Perthshire en janvier 1822. Son père meurt en novembre 1830, Moncreiffe lui succédant en tant que 8e baronnet des baronnets de Moncreiffe. Il fait ses études à la Harrow School, après quoi il rejoint les Scots Guards. Il fait ses débuts au cricket de première classe pour le Marylebone Cricket Club (MCC) contre l'Université de Cambridge à Lord's en 1841. Plus tard, il est transféré aux Grenadier Guards et, en janvier 1846, il est promu au grade de lieutenant-colonel, alors qu'il sert dans la Royal Perthshire Militia. En 1848, il joue deux fois pour le MCC dans deux matchs de première classe joués contre l'Université d'Oxford et le Surrey Club. Quatre ans plus tard, il fait trois apparitions finales dans le cricket de première classe, jouant deux fois pour le MCC et une fois pour les Gentlemen of the North contre les Gentlemen of the South. Il est nommé colonel honoraire de la Royal Perthshire Rifle Militia en octobre 1855.
Il est nommé vice-lord lieutenant du Perthshire en mai 1878. Moncreiffe est membre de la Royal Company of Archers, ayant été admis en 1837, et capitaine du Royal and Ancient Golf Club de St Andrews. Il meurt à Moncreiffe House en août 1879. Il est remplacé par son fils, Robert Moncreiffe, l'un des seize enfants qu'il a eus avec sa femme, Louisa Hay-Drummond, qu'il épouse en 1843. Son petit-fils, Gerald Ward, joue également au cricket de première classe.
Ancien président de la Perthshire Society of Natural Science, le musée du bâtiment, anciennement situé au 62–72 Tay Street à Perth, est construit en sa mémoire.